# Danica Avsec
Prim. Danica Avsec (-Letonja), dr. med., spec. anesteziologije in intenzivne terapije, svetnica, direktorica zavoda RS za presaditve organov in tkiv Slovenija-transplant.
Zaslužna za razvoj donorske in transplantacijske dejavnosti v Sloveniji, * 1956, Bistrica, Šentrupert.

## Izobraževanje
Osnovno šolo je obiskovala v Šentrupertu, gimnazijo v Novem mestu. Študij je nadaljevala na Medicinski fakulteti Univerze v Ljubljani. Leta 1983 je pri Zdravniški zbornici Slovenije opravila strokovni izpit, specialistični izpit iz anesteziologije in intenzivne terapije pa 1990 na Medicinski fakulteti UL. Med letoma 1994 in 1995 je opravila podiplomski tečaj pnevmologije na Medicinski fakulteti v Zagrebu.
O donorski medicini se je izobraževala v Avstriji, Španiji, Italiji in drugod.

## Poklicna pot
Po prvi zaposlitvi v Zdravstvenem domu dr. Adolfa Drolca v Mariboru, se je leta 1985 kot specializantka anesteziologije in reanimatologije zaposlila v UKC Maribor na oddelku kirurške intenzivne terapije in specializacijo zaključila 1990. Leta 1998 je prevzela funkcijo bolnišnične transplantacijske koordinatorice in jo opravljala izjemno uspešno, saj so v takratni Splošni bolnišnici Maribor pridobili preko 35 mrtvih darovalcev na milijon prebivalcev. Sočasno je tesno sodelovala s prim. Jasno Vončina, dr. med., spec. anest. in inten. ter., pri procesih ustanavljanja nacionalnega javnega zavoda Republike Slovenije za presaditve organov in tkiv Slovenija-transplant. S sodelavci je tudi zasnovala organizacijsko shemo za delovanje donorske bolnišnice.
Leta 2000 je kot vršilka dolžnosti prevzela vodenje zavoda Slovenija-transplant v ustanavljanju. Leta 2001 je bila imenovana za direktorico Slovenija-transplanta in to funkcijo opravlja še danes. S sodelavci je orala ledino na področju donorske in transplantacijske dejavnosti. Na osnovi domačih in tujih izkušenj je skupaj s sodelavci uredila sistem, prilagojen slovenskih potrebam, ki velja za primer dobre prakse v mednarodnem kontekstu.
Leta 2003 je pridobila certifikat evropskega transplantacijskega koordinatorja (pri UEMS), leta 2010 pa častni certifikat evropskega transplantacijskega koordinatorja. V letih 2004-2007 je sodelovala pri implementaciji pripravi evropske direktive EU /2004/43 za tkiva in kasneje med 2008 do 2015 pri pripravi in implementaciji direktive  EU/2010/53, ki določa okvir za kakovost in varnost na področju transplantacije organov.
Danica Avsec je odgovorna za nadzor, razvoj, promocijo in podporo nacionalnim donorskim in transplantacijskim programom, koordinacijo donorskih in transplantacijskih dejavnosti na nacionalni in mednarodni ravni. Je tudi odgovorna zdravnica za program darovanja v Sloveniji. Soustvarila je temeljna strokovna gradiva s področja, sooblikovala je nacionalno zakonodajo. Je mentorica številnim centralnim bolnišničnim koordinatorjem. Izdelala je sistem za uvajanje in preverjanje znanja, ki je potrebno za začetek samostojnega dela na tem področju. Aktivno se zavzema za preprečevanje kakršnikoli zlorab in upoštevanje etičnih principov na področju darovanja organov.    
Ima zasluge, da je zavod Slovenija-transplant postal prepoznan v evropskem kontekstu. Sodelovala je v številnih mednarodnih delovnih skupinah, evropskih projektih kot vodja projekta (Developing guidelines for organisation of a European Donation Day), vodja posameznih delovnih sklopov (EUDONORGAN, FOEDUS) ali vodja projekta za Slovenijo (ACCORD, SOHO, MODE, ETPOD, EULID, EUROCET). Kot ključna strokovnjakinja je sodelovala v projektu Technical Assistance for Allignment in Organ Donation v Turčiji.
Je izjemna komunikatorka na področju ozaveščanja javnosti o pomenu darovanja organov. S številnimi intervjuji, gostovanji na televizijah in pojasnili v medijih ključno prispeva k ustvarjanju družbe, ki je naklonjena darovanju organov. Podprla je številne pobude nevladnih organizacij, študentov, športnih klubov, umetniških ustvarjalcev in društev pacientov. Med drugim je s sodelavci strokovno podprla nastanek izvirne gledališke predstave o darovanju in zdravljenju s presaditvijo Srce na dlani (Slovensko mladinsko gledališče, sezona 2013/2014; režija: Mare Bulc; besedilo: Draga Potočnjak).
Posebno pozornost namenja tudi izobraževanju strokovne javnosti. Poleg strokovnih medicinskih tem izobražuje o komuniciranju s svojci in izpeljavi pogovora za darovanje.    
Redno se udeležuje in predava na strokovnih srečanjih in kongresih v Sloveniji in tujini. Je mentorica študentom. Spodbuja raziskovalno delo in interdisciplinarno sodelovanje. Piše strokovne in znanstvene članke. Njena bibliografija obsega prek 100 enot in je dostopna v bazi COBISS in na http://izumbib.izum.si/bibliografije/Y20200325104541-A5168739.html.
Zaradi vseh zaslug na področju donorske in transplantacijske dejavnosti, je bila leta 2002 imenovana v naziv primarij, v naziv svetnica pa leta 2008 in ponovno leta 2019.

## Članstva
Danica Avsec je članica številnih slovenskih in mednarodnih strokovnih združenj.
Predstavnica Slovenije v odboru CD-P-TO pri Svetu Evrope (2007 -)
Predsednica Odbora za evropske transplantacijske koordinatorje v okviru UEMS Surgery (2016-2020)
Članica delovne skupine za pripravo Madridske resolucije o darovanju in presajanju organov pri Svetu Evrope
Članica ekspertne skupine za pripravo priročnika Sveta Evrope EDQM (Guide on the quality and Safety of Organs for Transplantation)
Članica Odbora za medicino in znanost pri Eurotransplantu (2020 -)
Članica posvetovalnega Odbora za etiko pri Eurotransplantu (2014 -)
Članica Razširjenega kolegija za transplantacijo (predsednica med 2003 - 2004)
Uradna delegatka Ministrstva za zdravje Republike Slovenije v Evropski komisiji za sestanke nacionalnih odgovornih inštitucij za področje transplantacije organov (2007 -)
Članica izvršnega odbora Slovenskega združenja za transplantacijo (2005 -)
Predsednica Strokovnega sveta za transplantacijo pri Slovenskem zdravniškem društvu (2013 -)
Izpraševalka na izpitih za evropskega transplantacijskega koordinatorja (2011 -)
Članica odbora »European Council for Head and Brain Damage«
Članica »European Intensive Care Unit Society« in  Slovenskega združenja za intenzivno medicino
Članica »European Society for Anaesthesiologists and Intensivists«
Članica »European Transplant Coordinators Society«

## Nagrade
Častni certifikat evropskega transplantacijskega koordinatorja (2010)
Izbrana med Onine ženske leta (2017)
Nominirana za Slovenko leta pri reviji Jana (2018)
Nominirana za Osebnost meseca na Valu 202 (januar 2020)